# Jade Beach
Jade Beach est un gratte-ciel résidentiel (condominium) de 175 mètres de hauteur construit à Sunny Isles Beach dans l'agglomération de Miami en Floride aux États-Unis de 2004 à 2008.
Le bâtiment, situé face à l'océan, comprend 248 logements sur 53 étages.
En 2024 c'est l'un des dix plus haut gratte-ciel de Sunny Isles Beach
L'entrée principale de l'immeuble comprend une cascade d'eau sur trois étages descendant d'une piscine.
Les architectes sont les agences Carlos Ott Architects, Kobi Karp Architecture & Interior Design et Revuelta Vega Leon